# Pilar Montaner i Maturana

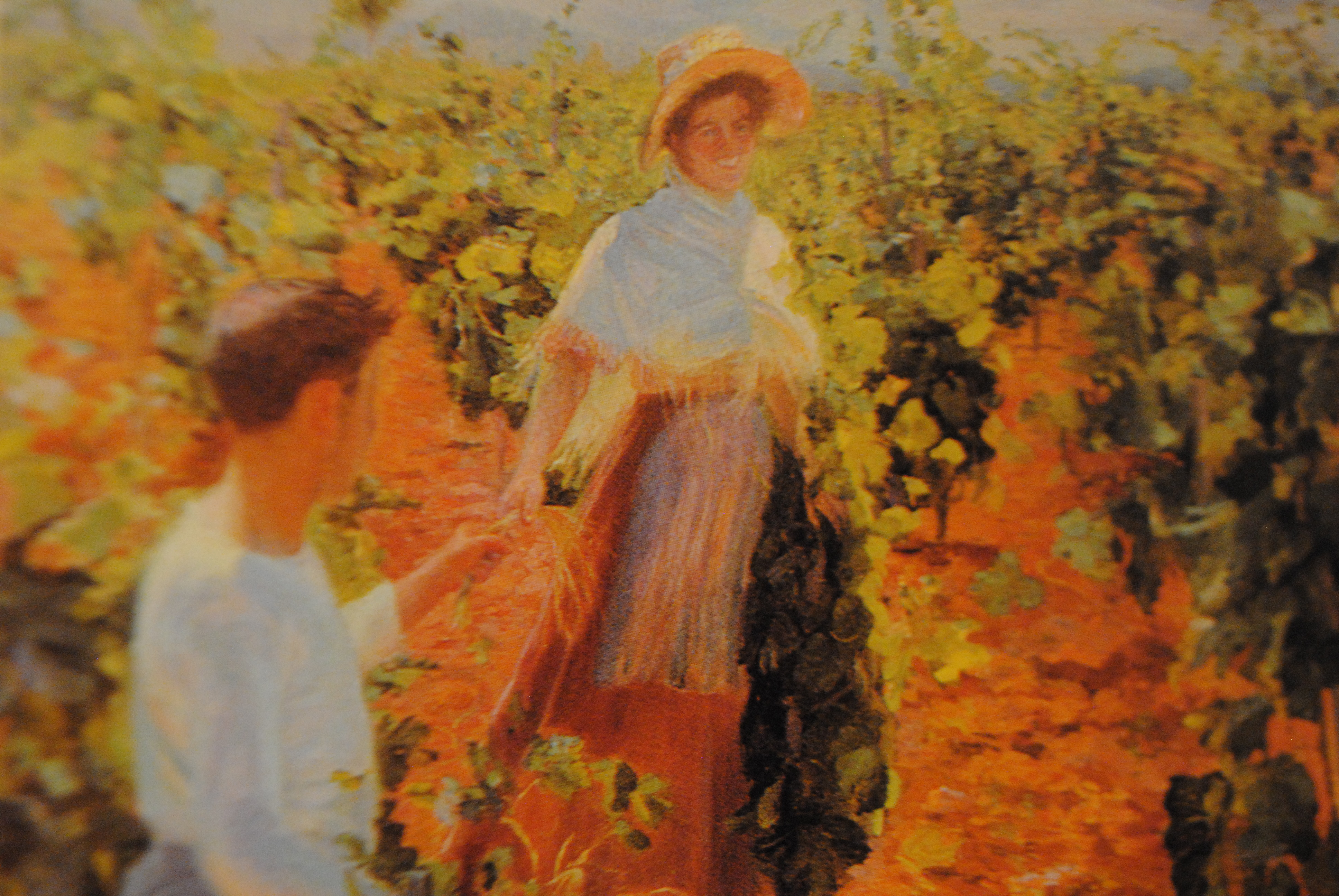
Els veremadors (ca. 1904) de Pilar Montaner

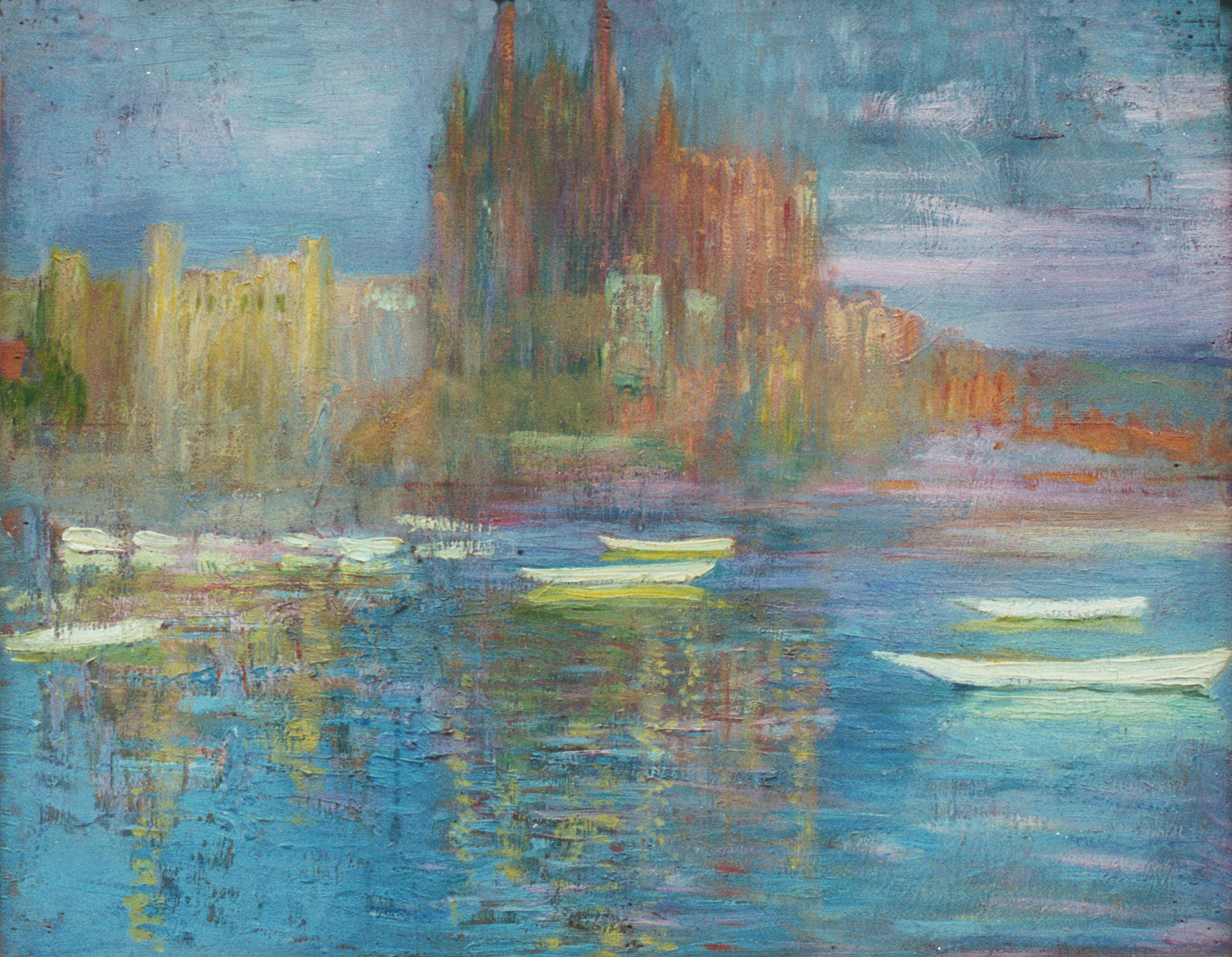
La Seu de Palma, 1912

Pilar Montaner i Maturana (Palma, 13 d'abril de 1876 - Valldemossa, 23 de setembre de 1961), va ser una pintora mallorquina.

## Formació
Filla de Jaume de Montaner Vega-Verdugo, aristòcrata i marí de guerra, i de la uruguaiana Elvira Maturana, als 14 anys resta òrfena de la mare i residí des de molt jove a Madrid, on assistí a classes de dibuix amb Emilio Ordóñez. Es va casar amb Joan Sureda Bimet, persona interessada en la cultura, que afavorí la seva inclinació cap a l'art. Junts viatjaren per tot Europa, visitant museus i estudiant l'obra dels grans pintors. A la seva casa de Valldemossa acolliren personalitats com Rubén Dario, Eugeni d'Ors, Miguel de Unamuno, Jorge Luis Borges, etc. Fou alumna d'Antoni Ribas i de Ricard Anckermann.
Entre 1902 i 1904 va ser a Madrid, on rebé classes de Joaquim Sorolla. El 1906, amb Antoni Gelabert, viatjà de bell nou a Madrid, on els dos artistes anaven al Museo del Prado a copìar obres clàssiques. Gelabert va fer un dibuix de la pintora amb fons de la pinacoteca. També assistí a la Real Academia de Bellas Artes de San Fernando.

## Trajectòria
A principis del segle XX es va donar a conèixer en les diferents exposicions d'art que es feien a Madrid i Barcelona. Així, va prendre part –i hi va rebre una menció honorífica– en la Exposición General de Bellas Artes de Madrid de l'any 1906, amb les obres Armonías, Retrato i Impresiones de Mallorca, i en la del 1918. També va exposar a l'Exposició Internacional de les Arts de la Dona que es va fer el 1907 a Marsella i el mateix any va participar amb un retrat en la V Exposició Internacional de Belles Arts organitzada per la Junta de Museus al Palau de Belles Arts de Barcelona. Igualment, va formar part de la sisena edició d'aquesta mostra l'any 1911, en la qual va exposar dos paisatges (uns molins i una vista de la badia de Palma) i un retrat, i fou guardonada.
Paral·lelament, va ser l'única dona fundadora de l'Associació d'Artistes Pintors l'any 1910, entitat que es va fusionar després amb el Cercle de Belles Arts de Mallorca.
La seva primera exposició individual va ser el 1910 a l'antic local del Cercle de Belles Arts, situat al costat del teatre Líric. Després exposà a la Sala Parés de Barcelona (1917), amb molt bona crítica, retrats i vistes de Mallorca de caràcter impressionista. El 1915 va participar en l'Exposició Nacional de Belles Arts de Madrid amb l'obra titulada Viejos troncos de olivo i de nou el 1918. Seguidament va mostrar la seva obra a les Galeries Laietanes (1921) i a les Galeries Costa de Palma (1938). El 1923 participà en una exposició a Barcelona a la Casa Homar, sobre paisatges mallorquins, amb els artistes Francesc Rosselló, Antoni Gelabert i Bartomeu Ferrà. El 1928 va ser present a l'exposició de pintura de Mallorca feta a Buenos Aires, amb les obres Oliveres de Son Moragues i Oliveres d'encantament. El 1945 participà en el Saló de Primavera que es va fer a la Llonja de Palma amb les obres Madò Calafata, Paisatge, Dia de festa en el segle XVIII i dos retrats.
La seva activitat va ser molt intensa fins a la dècada dels anys 1920, després la situació econòmica i familiar va empitjorar, afectant la vida i la tasca artística de la pintora en els seus darrers anys.
El 1931 és embargat al Palau del rei Sanç, que era l'habitació que ocupaven durant les estades a Valldemossa. Mare de 14 fills, veu com la mort se n'enduu alguns: Jacobo (1935), Felip (1937), Pazzis (1939), Margalida (1949) o Joan (1955). El marit mor a Valldemossa el 28 d'abril de 1947. Malgrat els problemes econòmics i familiars, no deixà de pintar. Morí a Valldemossa el 1961, als 85 anys.

## Temàtica
Dins una certa varietat de temes, Pilar Montaner treballà sobretot el retrat, el paisatge i composicions de figures. Pintà els fills, les dides, personatges de Valldemossa i escenes populars i camperoles (Vermadors, ca.1904). Pintà també els personatges il·lustres que la família acollia: Rubén Darío, Miquel Costa i Llobera, Miguel de Unamuno, Gabriel Alomar, Llorenç Riber, etc. En aquests treballs es caracteritza per la fidelitat als models, per l'assoliment dels ambients i per unes qualitats cromàtiques particulars, elements que defineixen una pintura sincera i emotiva.
També pintà motius urbans de Ciutat, com els molins del Jonquet, del Molinar, del Portitxol, la Seu, el Born, etc. El paisatge que més treballà va ser el propi de Valldemossa, les oliveres, les vinyes i els ametlers florits.

## Característiques de l'obra pictòrica
Tenia un domini sòlid del dibuix i de la tècnica pictòrica, però la seva obra s'allunya de l'academicisme per incorporar els elements propis. Tot i això, en la seva pintura s'hi pot copsar l'alè del modernisme. Va ser fecunda la seva relació amb Antoni Gelabert i els contactes amb modernistes forans com Rusiñol i Mir. També les influències d'Eliseu Meifrèn (1907-10) i de Joaquim Sorolla són notòries.

## Guardons i reconeixements
Va obtenir la menció honorífica a l'Exposició Nacional de Belles Arts (1906), la primera medalla d'or a l'Exposició Internacional de Marsella (1906), la segona medalla a l'Exposició Internacional de Barcelona (1911) i el premi del XVI Saló de Tardor de Palma (1957) per l'obra Visió de la Catedral.
El Cercle de Belles Arts organitzà exposicions antològiques el 1961 i el 1978. Igualment, el 1955 la Fundació Barceló va fer una altra exposició antològica retrospectiva. L'Arxiu de Can Bordils (Regidoria de Cultura de l'Ajuntament de Palma) oferí (2010-2011) una mostra del seu llegat i presentà el llibre “Pilar Montaner, Memorias”. Té carrers dedicats a Palma i Valldemossa.